# 阿尔比奥洛
阿尔比奥洛（義大利語：Albiolo），是意大利科莫省的一个市镇。总面积2平方公里，人口2629人，人口密度1314.5人/平方公里（2009年）。ISTAT代码为013005。